# Cristo con la croce e un devoto
Cristo con la croce e un devoto è un dipinto a olio su tavola (78x62 cm) del Moretto, databile al 1518 e conservato nell'Accademia Carrara di Bergamo.
Rientra fra le opere giovanili dell'autore, ma contiene già alcuni elementi compositivi caratteristici della sua produzione futura. Abbastanza ricco e complesso è anche il significato interno dell'opera, basato soprattutto sul tema della salvazione individuale. Il dipinto è noto alla storiografia solamente dal 1859 e non si è a conoscenza di precedenti destinazioni o proprietari.

## Storia
La tavola perviene direttamente all'Accademia nel 1859 dalla collezione del bergamasco Guglielmo Lochis, figurante con l'ascrizione a Tiziano. Non si è a conoscenza, però, di precedenti appartenenze. Già durante i primi studi, condotti nel 1886, l'opera viene correttamente attribuita al Moretto e classificata come opera giovanile, lamentando colori anneriti e presenza di macchie. In un tempo indefinito, fra l'altro, la tavola era stata anche ridipinta a tratti, impedendone una corretta lettura: verrà ripulita solo dopo il 1929. Il significato e il valore complessivi dell'opera saranno infine attentamente analizzati e apprezzati solo in studi del 1981 e del 1984 condotti da Valerio Guazzoni. L'opera è ancora oggi esposta all'Accademia Carrara di Bergamo.

## Descrizione
Il tono della rappresentazione è abbastanza cupo: in un paesaggio pianeggiante, ma abbastanza movimentato, figurano in primo piano i due personaggi, un devoto in abiti ecclesiali a destra, inginocchiato e in atteggiamento di adorazione, e Gesù a sinistra, recante un alto crocifisso. Un libro aperto rovesciato sta ai piedi del devoto, mentre a destra di questo si vede il rudere di un piedistallo. In secondo piano, dietro alla figura di Cristo, una fitta e scura macchia di vegetazione si impone alla vista, mentre più a destra si scorge un fabbricato agricolo. Il cielo, molto nuvoloso, si rischiara all'orizzonte e, nell'angolo superiore destro della tavola, pare aprirsi lasciando intravedere una forte luce e alcuni angeli in gloria. Lo sguardo di Gesù è rivolto direttamente verso questo punto, mentre la mano destra è in atteggiamento di presentazione del devoto. Sull'estremo margine sinistro della tavola si scorge inoltre un pastore con una pecorella caricata sulle spalle.

## Stile
Secondo l'interpretazione data dallo studio del 1981 di Valerio Guazzoni, le figure di Gesù e del devoto costituiscono assieme l'oggetto e il soggetto della rappresentazione. Il libro rovesciato che il devoto ha lasciato cadere, ancora aperto, accanto a sé, consente di stabilire una successione temporale di eventi: l'uomo è immerso nella lettura e nella meditazione ma, giunto alle parole "Illustra faciem tuam... Domine" abbandona il libro, che gli cade accanto capovolgendosi e passando direttamente da una riflessione interiore alla contemplazione dell'oggetto della lettura. "Se incapace di contemplare direttamente il cielo, al devoto non resta, per elevarvisi, che affidarsi alla mediazione dell'umanità di Cristo". Il dipinto, comunque, contiene anche altri elementi, riconducibili al tema della salvezza individuale che si può rilevare immediatamente nelle parole scritte sul libro aperto, tratte dal Salmo 31: "Fai splendere il tuo volto sul tuo servo, salvami per la tua misericordia. Signore, ch'io non resti confuso, perché ti ho invocato". Notevole importanza in questo senso ha anche l'iscrizione sul piedistallo in rovina a destra del devoto, dove si possono leggere di versetti tratti dalla Prima lettera a Timoteo di Paolo di Tarso: "Unus enim Deus, unus et mediator Dei et hominum homo Christus Jesus", cioè "Uno solo infatti è Dio e uno solo il mediatore fra Dio e gli uomini, l'uomo Cristo Gesù". Un ultimo riferimento alla salvazione è il pastore che si intravede sul margine sinistro della tavola, che porta una pecorella sulle spalle, dal tono più dolce rispetto alla solennità delle citazioni bibliche.
Degno di nota è l'alta fronda che si staglia in controluce sull'orizzonte a destra della macchia d'alberi, elemento compositivo caratteristico del Moretto e riscontrabile in numerose sue opere precedenti e successive, ad esempio la Madonna in trono col Bambino tra i santi Giacomo Maggiore e Girolamo e l'Incoronazione della Vergine con i santi Michele Arcangelo, Giuseppe, Francesco d'Assisi e Nicola di Bari.